# Hypena tortuosa
Hypena tortuosa là một loài bướm đêm trong họ Erebidae.